# Autoserica sudanensis
Autoserica sudanensis är en skalbaggsart som beskrevs av Frey 1970. Autoserica sudanensis ingår i släktet Autoserica och familjen Melolonthidae. Inga underarter finns listade.